# Hedda Gabler

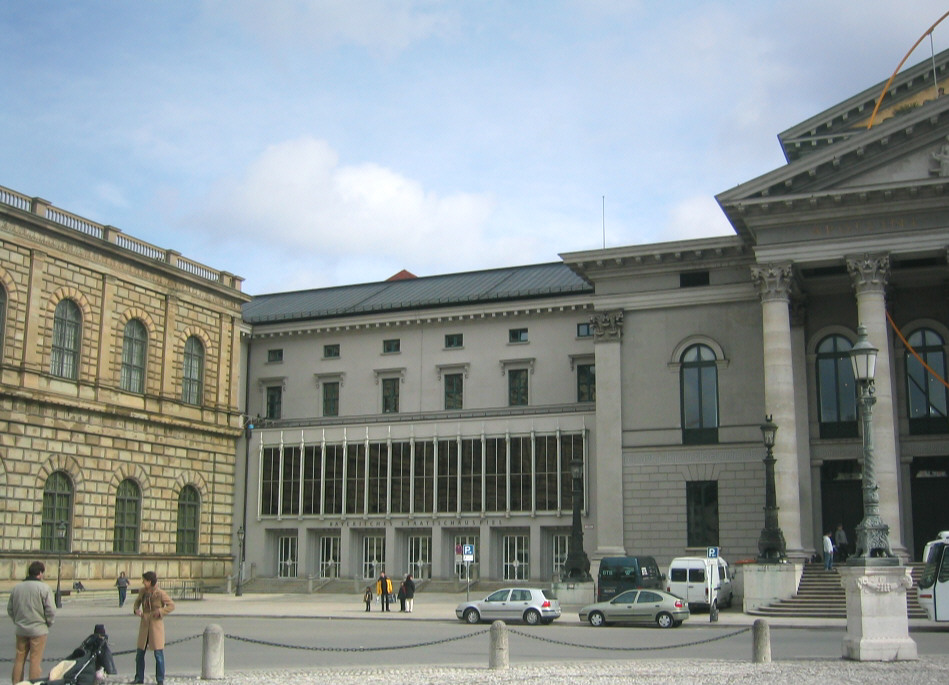
Residenztheater, em Munique, onde "Hedda Gabler" foi representada em janeiro de 1891

Hedda Gabler é uma peça teatral escrita pelo dramaturgo norueguês Henrik Ibsen. Publicada pela primeira vez em 11 de dezembro de 1890, pelo inglês William Heinemann, em Londres, na língua norueguesa, com uma tiragem de apenas 12 cópias, 5 dias depois foi publicada pela Gyldendalske Boghandels Forlag (F. Hegel & Son), em Copenhague e Christiania, em 16 de dezembro de 1890, com uma tiragem de 10000 exemplares. Foi representada pela primeira vez em 31 de janeiro de 1891, no Residenztheater, em Munique.

## Personagens
Fonte
- Jörgen Tesman
- Sra. Hedda Tesman, sua esposa
- Juliane Tesman, sua tia
- Sra. Elvsted
- Sr. Brack, um juiz
- Ejlert Lövborg
- Berte, arrumadeira dos Tesmans

## Enredo
Quando a peça inicia, Hedda e Jørgen acabam de voltar de sua lua de mel, que teve seis meses de duração. Jørgen passou seu tempo estudando e trabalhando, enquanto Hedda confidencia ao seu amigo, Juiz Brack, ter ficado entediada.

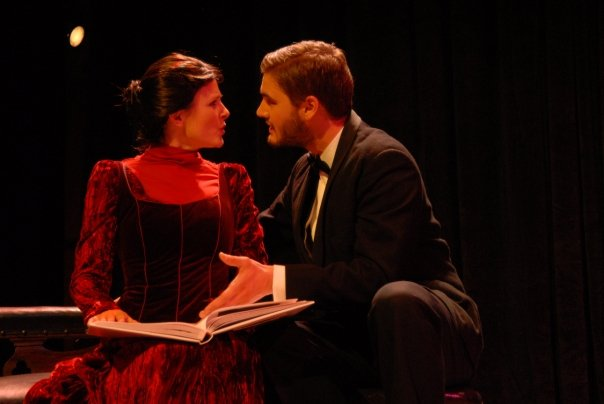
Susanne Sheehy e Tom Bateman representam Hedda Gabler e Eilert Loevborg, no The North Wall Theatre, Summertown, Oxford, em 2008.

Hedda Tesman é filha do falecido general Gabler, que morreu sem lhe deixar herança. Perto dos trinta anos, acabou se casando com Jørgen Tesman, que tem uma bolsa de estudos em história da arte. Jörgen foi educado pelas suas tias, Julle e Rina, e agora está esperando por uma cadeira na Universidade.
Hedda está grávida, fato que ela esconde de todos; logo que chegam de viagem, Jørgen descobre que precisará competir pela cadeira na Universidade, justamente com um dos antigos admiradores de Hedda, Eilert Løvborg, conhecido por ser um boêmio, talentoso, mas propenso a beber demais. Apesar disso, ele tem vivido sobriamente, e está escrevendo duas teses em colaboração com Thea Elvsted, que está apaixonada por ele, tendo inclusive deixado o marido para segui-lo.
No curso de apenas dois dias, Hedda participa de uma série de acontecimentos com consequências dramáticas. Ela consegue embebedar Lovborg e ele perde o manuscrito de seu novo livro. Jørgen Tesman o encontra e dá a Hedda para cuidar, mas Hedda não conta a Løvborg, queima o manuscrito e lhe dá uma das pistolas de seu pai, dizendo-lhe para atirar em si mesmo. Løvborg leva porém um tiro acidental em um bordel, e Brack, que sabe de onde a pistola veio, usa esse conhecimento para chantagear Hedda, para que ela se torne sua amante. Thea e Tesman se ajudam num trabalho de reconstrução do manuscrito de Løvborg através da anotações que Thea manteve. Quando Hedda percebe que ela está no poder de Brack e não tem mais nada para viver, ela se suicida com a segunda pistola do General.
Fonte

## Considerações críticas
Otto Maria Carpeaux defende que, em Hedda Gabler, Ibsen “conseguiu uma de suas criações mais perfeitas, que se considera e é considerada genial por ser caprichosa, inadaptada, histérica, é uma figura extraordinária, irradiando a sua vitalidade nervosa e irritante por toda a peça; em particular, sobre aqueles dois homens que ela arruína, o marido Tesman e o amante Løvborg”. Carpeaux considera que “no pensamento de Ibsen aproxima-se a hora dum grande dia de julgamento. Nesse julgamento o réu será o ‘homem superior’, que começara como fanático da ‘exigência ideal’, continuou como anarquista ideal, e fica vencido como gênio malogrado. Contra ele, o último produto da civilização intelectual, revoltam-se as forças da natureza elementar, encarnadas em mulheres histéricas”.
Graça Aranha considera que “Hedda Gabler é um destino trágico. A sua tragédia é quase animal, a tragédia da sensibilidade, a tragédia da dominação. Hedda Gabler é uma vontade que necessita vencer as forças humanas. (...) O gênio de Ibsen nos afirma nesse drama magistral que só há tragédia no que é insolúvel para o destino humano. (...) Em Hedda Gabler há alguma coisa de insolúvel, portanto uma tragédia eterna, como não há solução humana possível para Prometeu e Hamlet”.

## Histórico

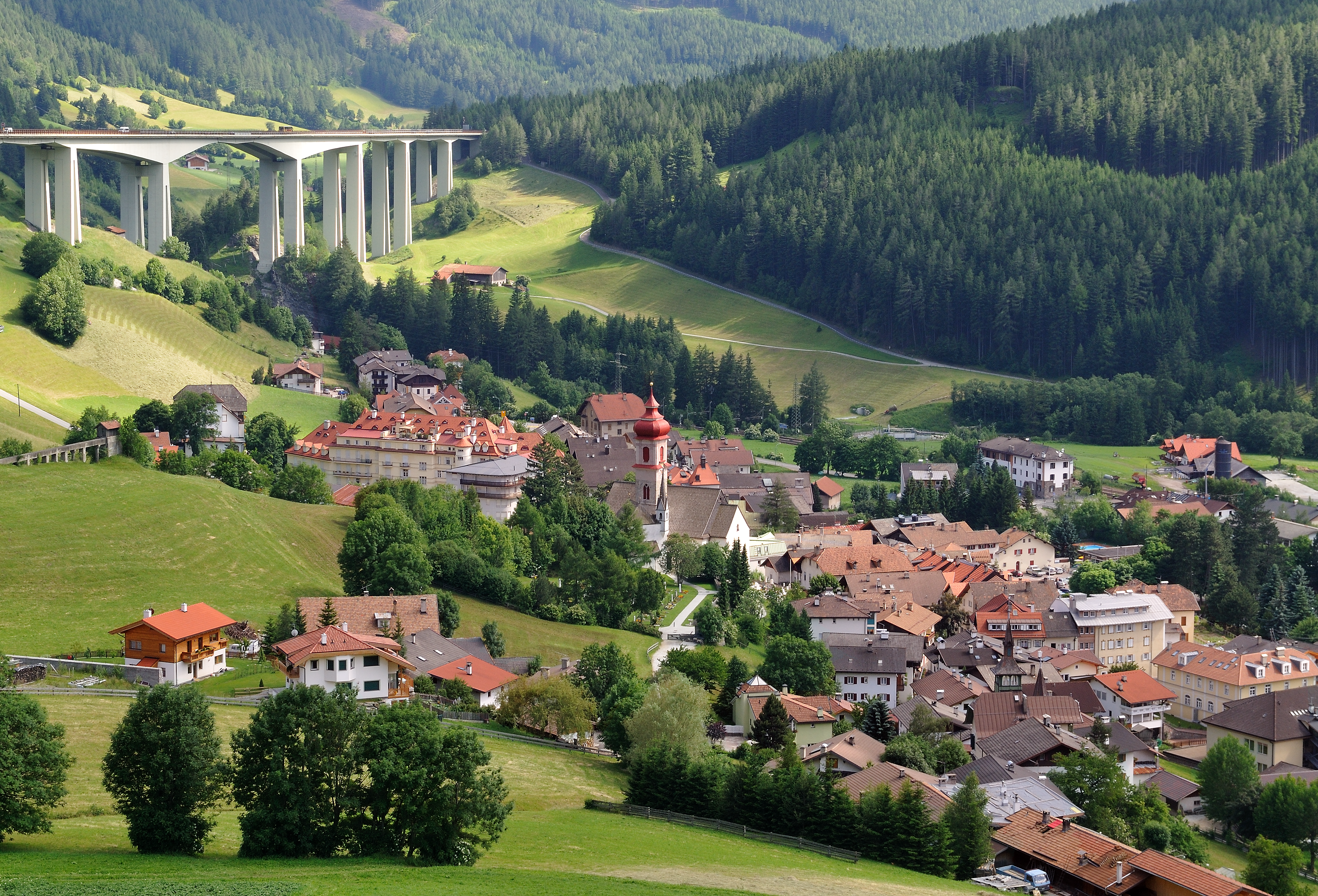
Gossensass, aldeia do Tirol onde Henrik Ibsen conheceu Emilie Bardach e onde pode ter iniciado a peça Hedda Gabler.

Hedda Gabler foi a última das peças de Ibsen a ser publicada enquanto ele estava vivendo no exterior, e foi escrita em Munique, em 1890.
Durante o verão de 1889, quando estava em Gossensass, pequena aldeia alpina do Tirol, Ibsen conheceu a vienense Emilie Bardach, de 27 anos, por quem se apaixonou. Emilie Bardach voltou a Viena, e os dois se corresponderam durante algum tempo. No entanto, não há indicação clara de que Hedda Gabler estava em processo já nessa época. De acordo com uma carta enviada a August Larsen, da Gyldendal, em Copenhague, a peça estava pronta em 16 de novembro de 1890.
Ao longo da realização da peça, Ibsen alterou o título de "Hedda" para "Hedda Gabler". Em uma carta datada de 4 de dezembro para Moritz Prozor em 1890, que traduziu a peça para o francês, Ibsen explicou que havia escolhido "Gabler" em vez de "Tesman", para indicar que uma personalidade como ela deve ser considerada "mais como filha de seu pai, do que esposa de seu marido".

## Primeira edição

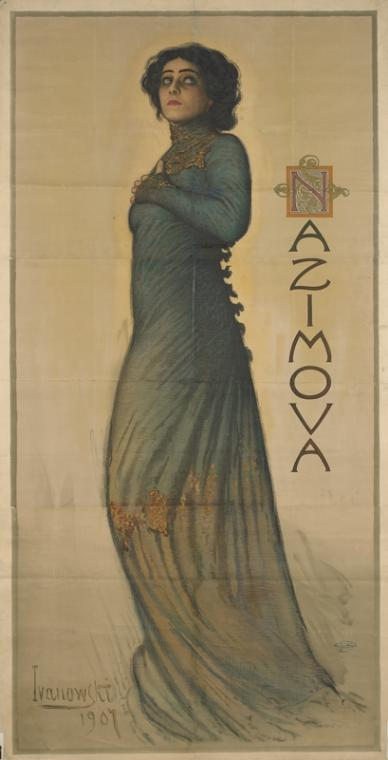
Poster de Alla Nazimova como Hedda Gabler, 1907.

### A edição Gyldendal
Hedda Gabler foi publicada pela Gyldendalske Boghandels Forlag (F. Hegel & Son), em Copenhague e Christiania, em 16 de dezembro de 1890, com uma tiragem de 10000 exemplares.
A reação ao livro foi negativa, e os críticos definiram Hedda apenas como uma personagem feminina "enigmática" e "incompreensível". Não havia qualquer sugestão de reforma social ou simbolismo óbvio.

### A edição Heinemann
Na verdade, Gyldendal não foi o primeiro a publicar Hedda Gabler. Em 11 de dezembro de 1890, o editor inglês William Heinemann publicou a peça em Londres, em norueguês, com uma tiragem de apenas 12 cópias. Ele fez o mesmo com todas as peças subsequentes de Ibsen.
O motivo de Heinemann ter feito tal publicação foi ter notado a crescente popularidade de Ibsen na Inglaterra. O autor se tornara um sucesso, após sua introdução na Inglaterra pelo crítico literário Edmund Gosse. A produção de “A Doll House” no Novelty Theatre, em Camden, marcou sua descoberta no teatro. A peça foi dirigida pelo irlandês Charles Charrington, e o papel de Nora foi interpretado por Janet Achurch. A primeira noite foi em 7 de junho de 1889, e foi de enorme importância para estabelecer a reputação de Ibsen em Inglaterra. Em conjunto com a publicação, William Archer estava trabalhando em sua edição inglesa das peças completas de Ibsen, cujo primeiro volume saiu em novembro de 1890.
Heinemann estava interessado em garantir os direitos do autor para a publicação de Hedda Gabler, na Inglaterra. Ele ofereceu £ 150 para Ibsen, e que a oferta foi aceita. A fim de garantir seus direitos, Heinemann publicou pela primeira vez a peça no original e depois, a 20 de janeiro de 1891, a tradução para o inglês de Edmund Gosse.

## Estreia
Hedda Gabler teve sua primeira apresentação no Residenztheater, em Munique, a 31 de janeiro de 1891. Ibsen estava presente na primeira noite, e parece ter ficado descontente com a atriz que interpretou Hedda, Clare Heese, pois sua atuação foi muito declamatória. Os críticos também foram reservados em seu julgamento. A recepção pelo público foi mista, com aplausos e vaias.

## Cinema e televisão

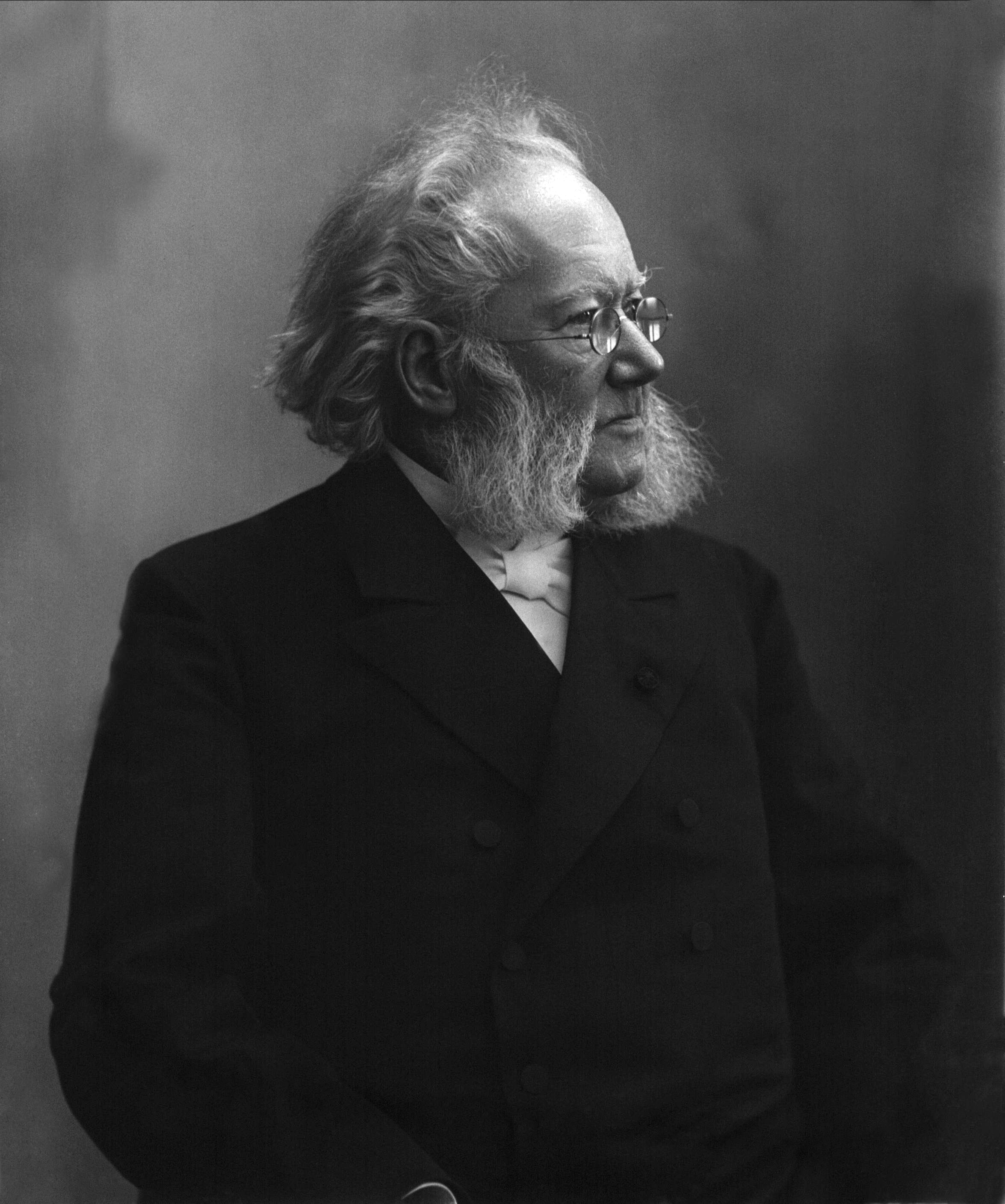
Henrik Ibsen fotografado por Gustav Borgen.

- Hedda Gabler – filme mudo inglês feito em 1917, sob direção de Frank Powell, com Nance O’Neal no papel título.
- Hedda Gabler – filme italiano produzido em 1920, sob direção de Gero Zambuto e Giovanni Pastrone, e Hedda foi interpretada por Italia Almirante –Manzini.
- Hedda Gabler – filme alemão produzido em 1925, com Asta Nielsen no papel título, sob direção de Franz Eckstein.
- Hedda Gabler – filme iugoslavo de 1961, feito para TV, sob direção de Marko Fotez e com Marija Crnobori no papel título.
- Hedda Gabler – filme do Reino Unido (BBC) e Estados Unidos da América, feito para TV em 1963, com Ingrid Bergman interpretando Hedda, ao lado de Trevor Howard, Ralph Richardson e Michael Redgrave. Direção Alex Segal.
- Hedda Gabler – filme alemão feito para TV em 1963, com Ruth Leuwerik no papel título.
- Hedda Gabler – filme francês feito para TV em 1967, sob direção de Raymond Rouleau e com Catherine Ariel no papel de Hedda.
- Hedda Gabler – filme finlandês feito para TV em 1973, sob direção de Ritva Nuutinen e com Tea Ista no papel título.
- Hedda Gabler – filme alemão feito para TV em 1974, com Elisabeth Trissenaar no papel de Hedda, sob direção de Heribert Wenk e Hans Neuenfels.
- Hedda Gabler – filme norueguês feito para TV em 1975, sob direção de Arild Brinchmann, com Monna Tandberg no papel de Hedda.
- Hedda Gabler – filme inglês feito em 1976, sob direção de Trevor Nunn e com a atriz Glenda Jackson no papel de Hedda, ao lado de Patrick Stewart.
- Hedda Gabler – filme belga feito em 1978, sob direção de Jan Decorte, com Rita Wouters no papel de Hedda.
- Hedda Gabler – filme italiano feito para TV em 1979, com Giuliana de Sio como Hedda, sob direção de Maurizio Ponzi.
- Hedda Gabler – filme alemão feito para TV em 1980, sob direção de Thomas Langhoff, com Jutta Hoffmann no papel de Hedda.
- Hedda Gabler – filme inglês feito para TV em 1981, com Diana Rigg no papel de Hedda e a direção de David Cunliffe.
- Hedda Gabler – filme belga feito para TV em 1984, sob direção de Adrian Brine e Luc Segers, com Chris Lomme no papel de Hedda.
- Hedda Gabler – filme sueco feito para TV em 1993, sob direção de Margareta Garpe, com Lena Endre como Hedda.
- Hedda Gabler – filme mexicano feito para TV em 1994, sob direção de Antulio Jiménez Pons.
- Hedda Gabler – filme estadunidense feito em 2004, com Heidi Schreck no papel de Hedda, e direção de Paul Willis. Adaptação contemporânea.
- Hedda Gabler – filme alemão feito para TV em 2006, sob direção de Hannes Rossacher e com Katharina Schüttler no papel de Hedda.

## Traduções na língua portuguesa
- Freire de Andrade. “Hedda Gabler”. Lisboa: Editorial Presença, s.d. (Coleção Presença, 41).[12]
- Luiz Leite Vidal. “Hedda Gabler”. Tradução feita nos anos 1960, MEC,[13] Rio de Janeiro (Coleção Teatro Universal).
- José Correia Alves. “Hedda Gabler”. Porto: Círculo de Cultura Teatral, 1962.[12]
- Clarice Lispector e Tati de Moraes. “Hedda Gabler”. Tradução com data provável de 1965, para a peça homônima sob direção de Walmor Chagas, em São Paulo, 1965. A peça recebeu o prêmio de Melhor Tradução de 1966, pela APCT.[14]
- Millôr Fernandes. “Hedda Gabler”. Tradução de 1980, utilizada na peça homônima sob direção de Gilles Gwizdeck, em Curitiba, 1982.
- Francis Henrik Aubert. Peças escolhidas 2 (ao lado de A Dama do Mar / Rosmersholm / O Pato Selvagem) (Coleção Teatro). Portugal: Livros Cotovia, 2008, ISBN 978-972-795-237-3

## Peças no Brasil

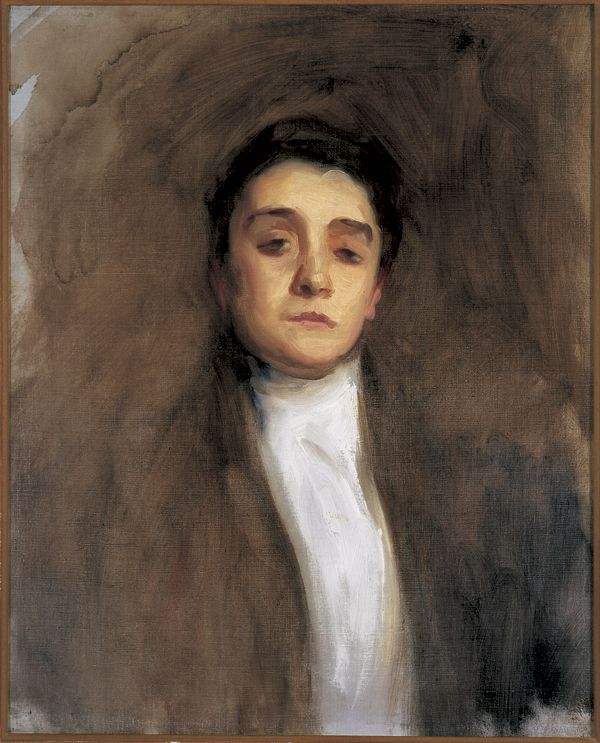
Eleonora Duse, atriz italiana que representou Hedda Gabler pela primeira vez no Brasil, no Rio de Janeiro, em 1907.

### 1907
- Nome: Hedda Gabler
- Local: Rio de Janeiro
- Teatro: Estreia no Theatro Lyrico (Rio de Janeiro), em julho de 1907. Levada para o Teatro Sant’Anna, São Paulo, no mesmo mês e ano
- Produção: Empresa Paradossi-Consigli e Lugné-Pöe
- Direção: Leo Orlandini
- Elenco: Eleonora Duse, Leo Orlandini, Alfred Rober

### Anos 20
- Nome: Hedda Gabler.[15]
- Local: s. l.[16]
- Produção: Companhia Francesa
- Elenco: Marthe Pierat

### 1937
- Nome: Hedda Gabler.[17]
- Local: Rio de Janeiro
- Teatro: Estreia no Teatro Regina (Rio de Janeiro), em 1937
- Produção: Casa dos Artistas e Companhia de Arte Dramática Álvaro Moreira

### 1965
- Nome: Hedda Gabler
- Local: São Paulo
- Teatro: Estreia no Teatro Bela Vista (São Paulo), em outubro de 1965. Levada para o Teatro Coliseu, Santos, em novembro de 1965
- Produção: Companhia Nydia Lícia e Sérgio Cardoso
- Direção e adaptação: Walmor Chagas
- Elenco: Léa Surian, Noêmia Marcondes, Francisco Cuoco, Nydia Lícia, Yara Amaral, Jairo Arco e Flexa

### 1982
- Nome: Hedda Gabler.
- Local: Curitiba
- Teatro: Estreia no Teatro Guaíra (Curitiba), em julho de 1982. Levada para o Teatro Gláucio Gil, Rio de Janeiro, em agosto de 1982; para o Teatro A Hebraica, São Paulo, em março de 1983; para o Teatro Nacional (Brasília), Teatro Francisco Nunes (Belo Horizonte), Teatro Castro Alves (Salvador), Teatro Santa Isabel (Recife) e Teatro José de Alencar (Fortaleza) em junho de 1983.
- Produção: Sfat Empreendimentos Culturais e Artísticos. A peça recebeu o Prêmio Mambembe de 1982, de melhor produção
- Direção: Gilles Gwizdeck
- Elenco: Dina Sfat, Cláudio Marzo, Otávio Augusto, Edney Giovenazzi, Xuxa Lopes, Norma Geraldy, Gilda Sarmento. No fim da temporada carioca, a personagem Théa Elvsted, interpretada por Xuxa Lopes, passa a ser interpretada por Miriam Lins. Na temporada pulistana, as personagens Juiz Brack (interpretada por Cláudio Marzo), Juliana Tesman (interpretada por Norma Geraldy) e Théa Elvsted passam a ser interpretadas, respectivamente, por Francisco Cuoco, Estelita Bell e Sura Berditchevsky.
- Figurino: Kalma Murtinho, que por essa peça recebeu o Prêmio Mambembe 1982 de figurinista.

## Adaptações para televisão

### 1960
- Nome: Hedda Gabler
- Local: Rio de Janeiro
- Produção: TV Tupi, programa “Grande Teatro Tupi”
- Direção: Sérgio Britto[2]
- Elenco Fernanda Montenegro, Ângela Bonatti, Ítalo Rossi, Sérgio Britto

### 1961
- Nome: Hedda Gabler
- Local: São Paulo
- Produção: TV Tupi, programa “Grande Teatro Tupi”
- Direção: Wanda Kosmo[2]
- Elenco: Wanda Kosmo, Lima Duarte